# نیا کامنی
نیا کامنی (به لاتین: Nea Kameni) یک جزیره در یونان است که در Thira Municipality واقع شده‌است. نیا کامنی ۱۱۴ متر بالاتر از سطح دریا واقع شده‌است.